# Эметофилия
Эметофилия, также вомерофилия, — парафилия, при которой человек испытывает сексуальное возбуждение от рвоты или самого акта рвоты. Некоторых эметофилов возбуждает сам акт рвоты, а некоторых других возбуждает то, что они слышат или видят, как рвет других, или даже заставляют своего партнёра вызывать рвоту на них. В крайних случаях, как сообщается, эметофилы практикуют рвоту на партнёра. Эта практика называется «римский душ» и основана на рассказах римлян об их частой рвоте.
Как правило эметофилов возбуждает процесс индукции или вызова рвоты, причем для этого используются различные техники, например, засовывание ступни ног партнёра, нюхание потной обуви и даже рвота самовнушением либо после введения партнёра в гипноз. Чем сильнее и труднее идёт рвота, тем большее возбуждение испытывает эметофил.
Зигмунд Фрейд описывал рвоту как замену морального и физического отвращения.  Для эметофилов было заявлено, что последовательность «спазм, семяизвержение, облегчение» при рвоте несёт в себе эротический подтекст.